# .sz
.sz — національний домен верхнього рівня (ccTLD) для Свазіленду. Асоціація СІСПА (анг. The Swaziland ISP Association(скор.SISPA)) відповідає за призначення .sz доменного імені.

## Домени 2-го та 3-го рівнів
В цьому національному домені нараховується близько 80,900 вебсторінок (станом на січень 2007 року).
У наш час використовуються та приймають реєстрації доменів 3-го рівня такі доменні суфікси (відповідно, існують такі домени 2-го рівня):
| Суфікс  | Регламентовані користувачі                                            |
| .ac.sz  | Наукові та дослідницькі установи, коледжі, університети або інститути |
| .co.sz  | Комерційні установи, корпорації                                       |
| .gov.sz | Державні та урядові установи                                          |
| .org.sz | Неприбуткові, неурядові організації                                   |